# 八幡宿駅

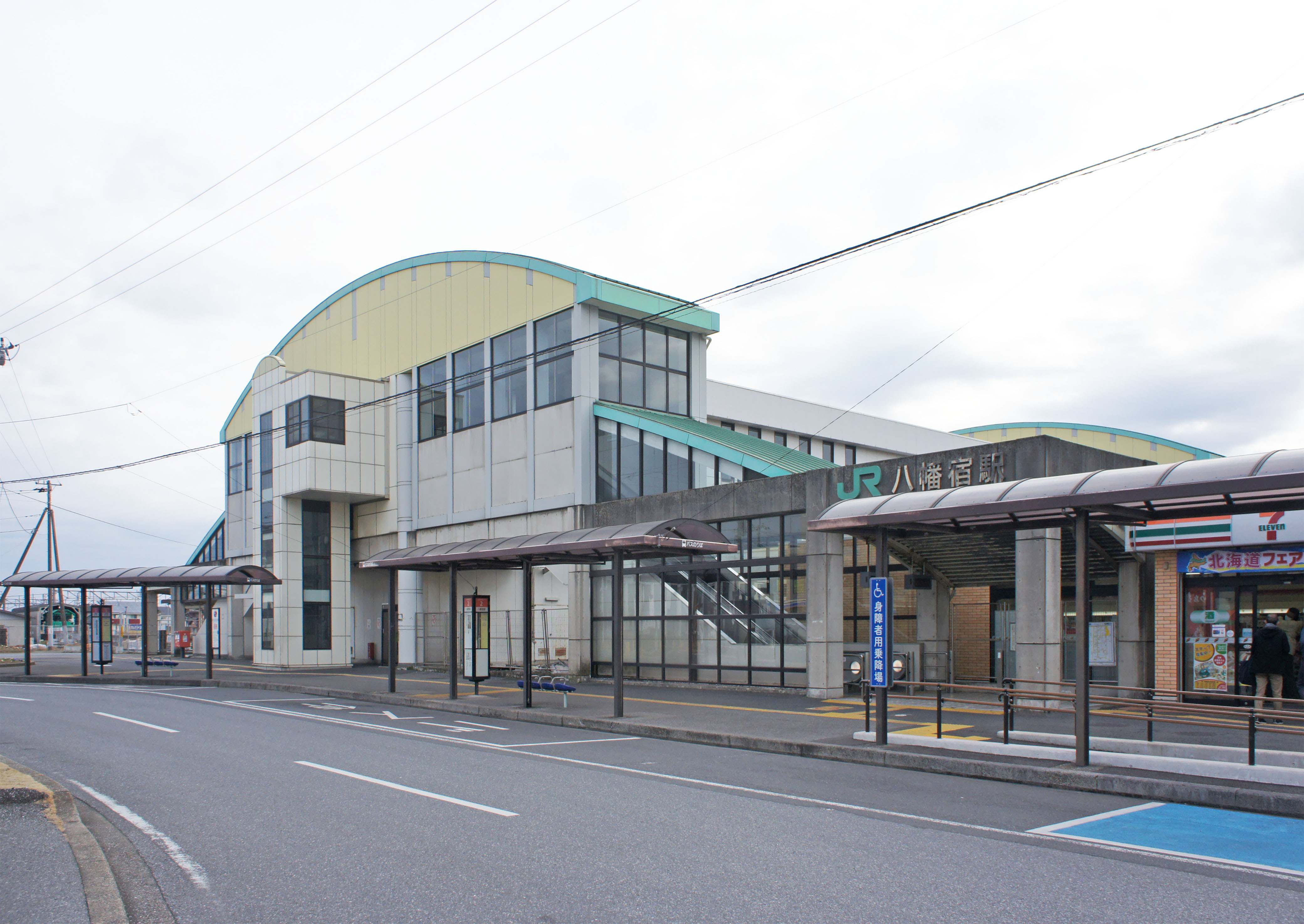
西口（2022年1月）

八幡宿駅（やわたじゅくえき）は、千葉県市原市八幡にある、東日本旅客鉄道（JR東日本）内房線の駅である。

## 歴史
- 1912年（明治45年）3月28日：鉄道院の駅として開設[1]。
- 1969年（昭和44年）7月6日：貨物取扱廃止[2]。
- 1984年（昭和59年）2月1日：荷物扱い廃止[2]。
- 1987年（昭和62年）4月1日：国鉄分割民営化に伴い、東日本旅客鉄道（JR東日本）の駅となる[1]。
- 1995年（平成7年）12月23日：橋上駅舎完成[3][4][5]。同時に自動改札機の使用を開始[6]。
- 2001年（平成13年）11月18日：ICカード「Suica」の利用が可能となる[広報 1]。
- 2013年（平成25年）2月12日：この日をもってみどりの窓口の営業が終了[7]。
- 2014年（平成26年）4月1日：業務委託駅化[7]。

## 駅構造
島式ホーム1面2線を有する地上駅。1995年（平成7年）12月23日から橋上駅舎を利用している。
五井駅管理の業務委託駅（JR東日本ステーションサービス受託）であり、自動改札機、指定席券売機、自動券売機が設置されている。みどりの窓口は2013年2月12日限りで営業を終了した。2018年1月13日からは、始発から午前6時30分までの間は遠隔対応（インターホン対応は五井駅が行う）のため改札係員は不在となり、一部の自動券売機のみ稼働する。

### のりば

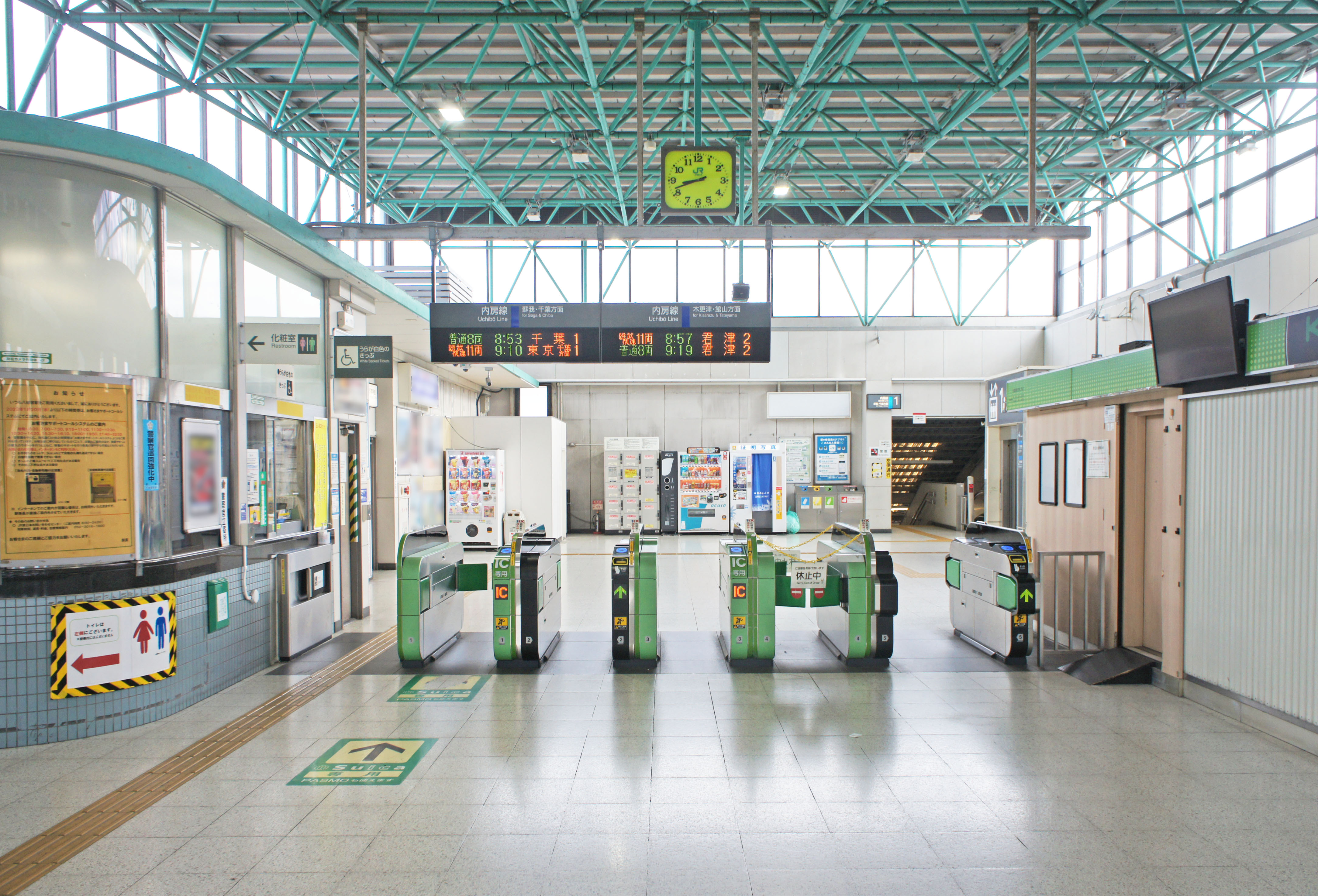
改札口（2022年1月）
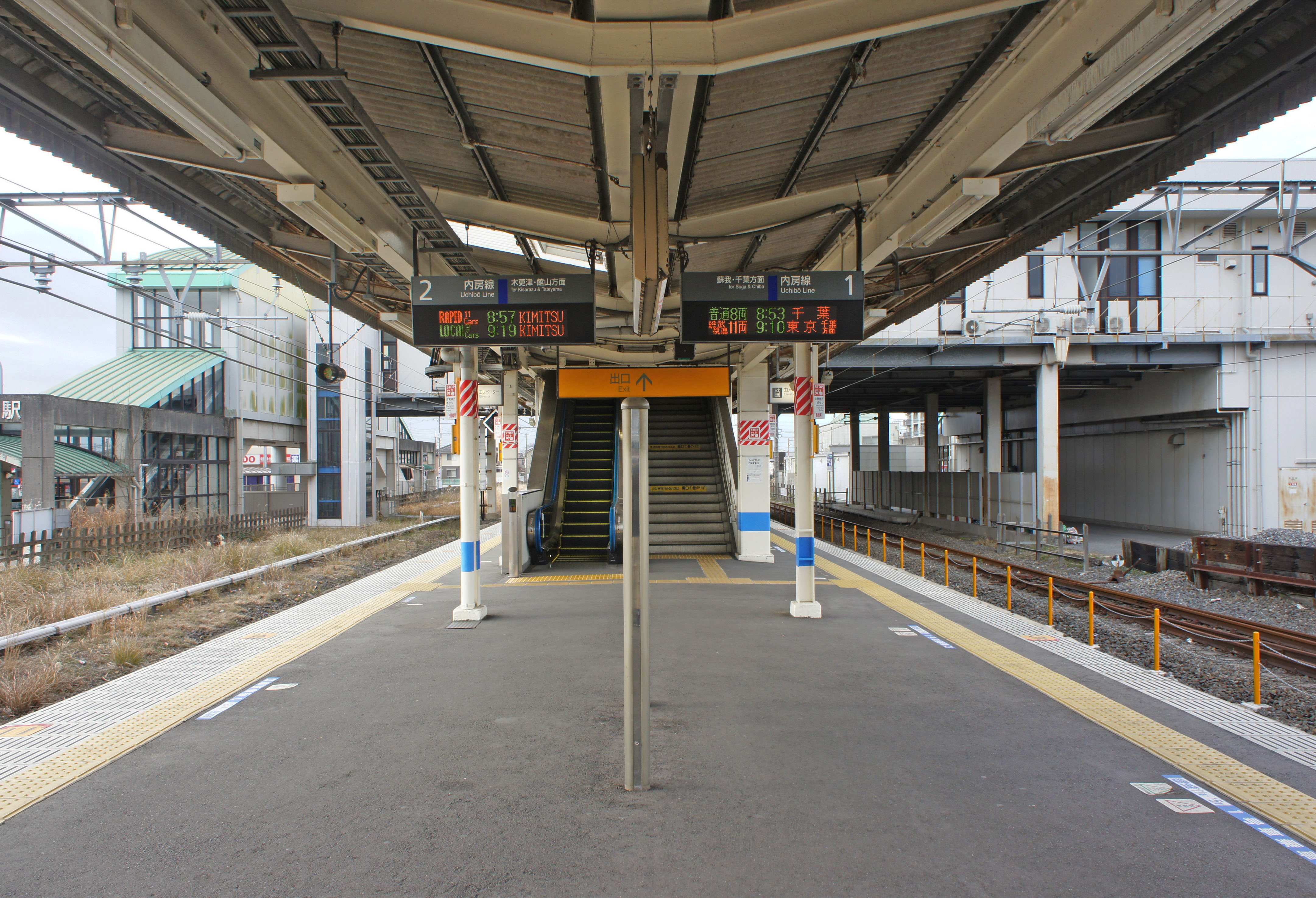
駅ホーム（2022年1月）

| 番線 | 路線    | 方向 | 行先             |
| ---- | ------- | ---- | ---------------- |
| 1    | ■内房線 | 上り | 千葉・東京方面   |
| 2    | ■内房線 | 下り | 木更津・館山方面 |

（出典：JR東日本:駅構内図）
- ホームは15両編成対応。

- 改札口（2022年1月）
- 駅ホーム（2022年1月）

### 発車メロディー
| 1 | JR-SH2-3 |
| 2 | JR-SH2-3 |

## 利用状況
2023年度（令和5年度）の1日平均乗車人員は10,726人である。
1990年度（平成2年度）以降の1日平均乗車人員の推移は下記の通り。
| 年度               | 1日平均 乗車人員 | 出典     |
| ------------------ | ---------------- | -------- |
| 1990年（平成02年） | 13,453           | [ * 1 ]  |
| 1991年（平成03年） | 14,033           | [ * 2 ]  |
| 1992年（平成04年） | 14,409           | [ * 3 ]  |
| 1993年（平成05年） | 14,658           | [ * 4 ]  |
| 1994年（平成06年） | 14,801           | [ * 5 ]  |
| 1995年（平成07年） | 14,742           | [ * 6 ]  |
| 1996年（平成08年） | 14,451           | [ * 7 ]  |
| 1997年（平成09年） | 13,952           | [ * 8 ]  |
| 1998年（平成10年） | 13,736           | [ * 9 ]  |
| 1999年（平成11年） | 13,593           | [ * 10 ] |
| 2000年（平成12年） | 13,453           | [ * 11 ] |
| 2001年（平成13年） | 13,182           | [ * 12 ] |
| 2002年（平成14年） | 12,815           | [ * 13 ] |
| 2003年（平成15年） | 12,642           | [ * 14 ] |
| 2004年（平成16年） | 12,815           | [ * 15 ] |
| 2005年（平成17年） | 12,932           | [ * 16 ] |
| 2006年（平成18年） | 13,187           | [ * 17 ] |
| 2007年（平成19年） | 13,251           | [ * 18 ] |
| 2008年（平成20年） | 13,031           | [ * 19 ] |
| 2009年（平成21年） | 12,599           | [ * 20 ] |
| 2010年（平成22年） | 12,244           | [ * 21 ] |
| 2011年（平成23年） | 12,207           | [ * 22 ] |
| 2012年（平成24年） | 12,260           | [ * 23 ] |
| 2013年（平成25年） | 11,865           | [ * 24 ] |
| 2014年（平成26年） | 11,851           | [ * 25 ] |
| 2015年（平成27年） | 11,952           | [ * 26 ] |
| 2016年（平成28年） | 11,892           | [ * 27 ] |
| 2017年（平成29年） | 11,869           | [ * 28 ] |
| 2018年（平成30年） | 11,852           | [ * 29 ] |
| 2019年（令和元年） | 11,905           | [ * 30 ] |
| 2020年（令和02年） | 9,050            |          |
| 2021年（令和03年） | 9,746            |          |
| 2022年（令和04年） | 10,375           |          |
| 2023年（令和05年） | 10,726           |          |

## 駅周辺

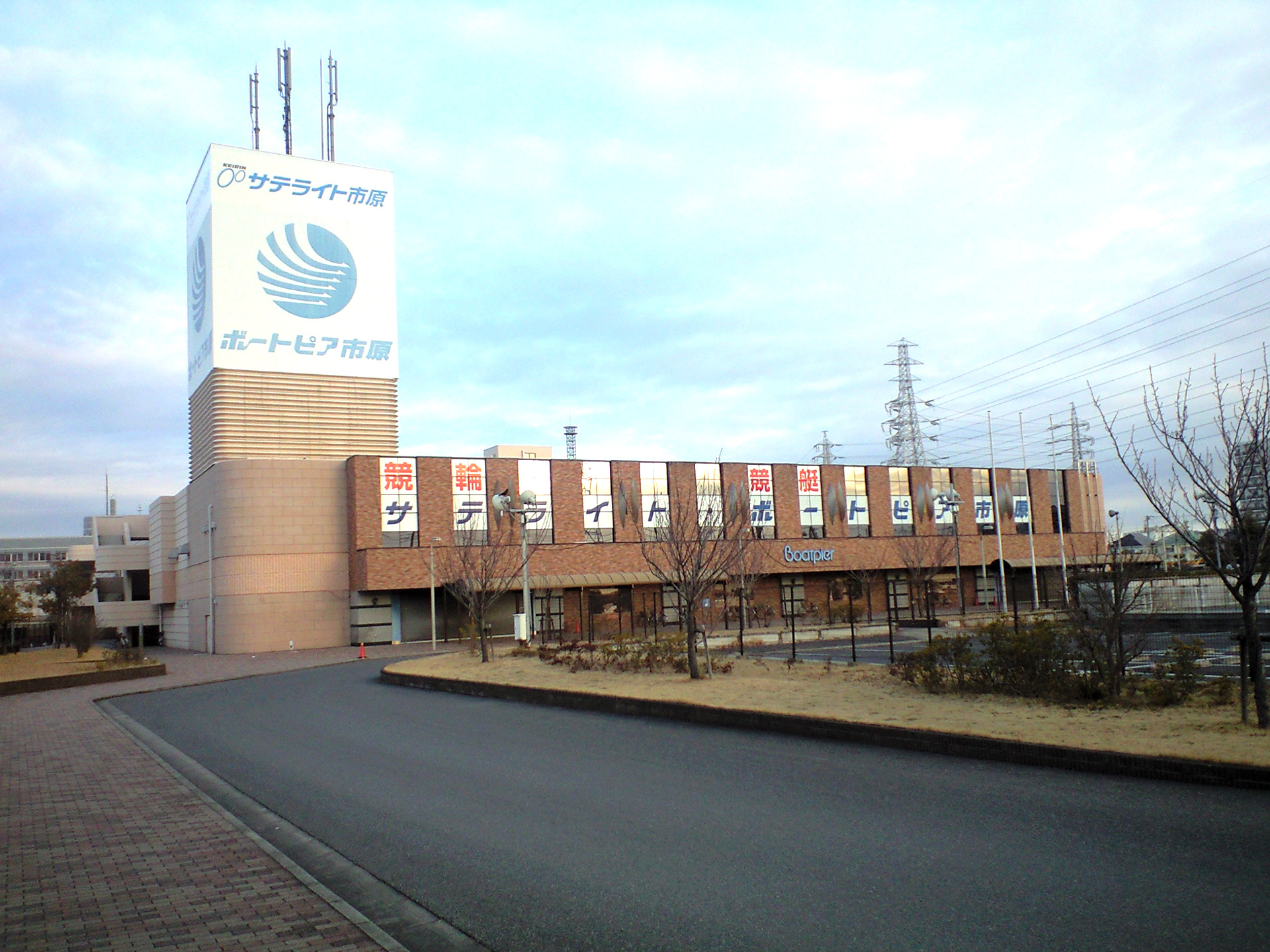
ボートピア市原

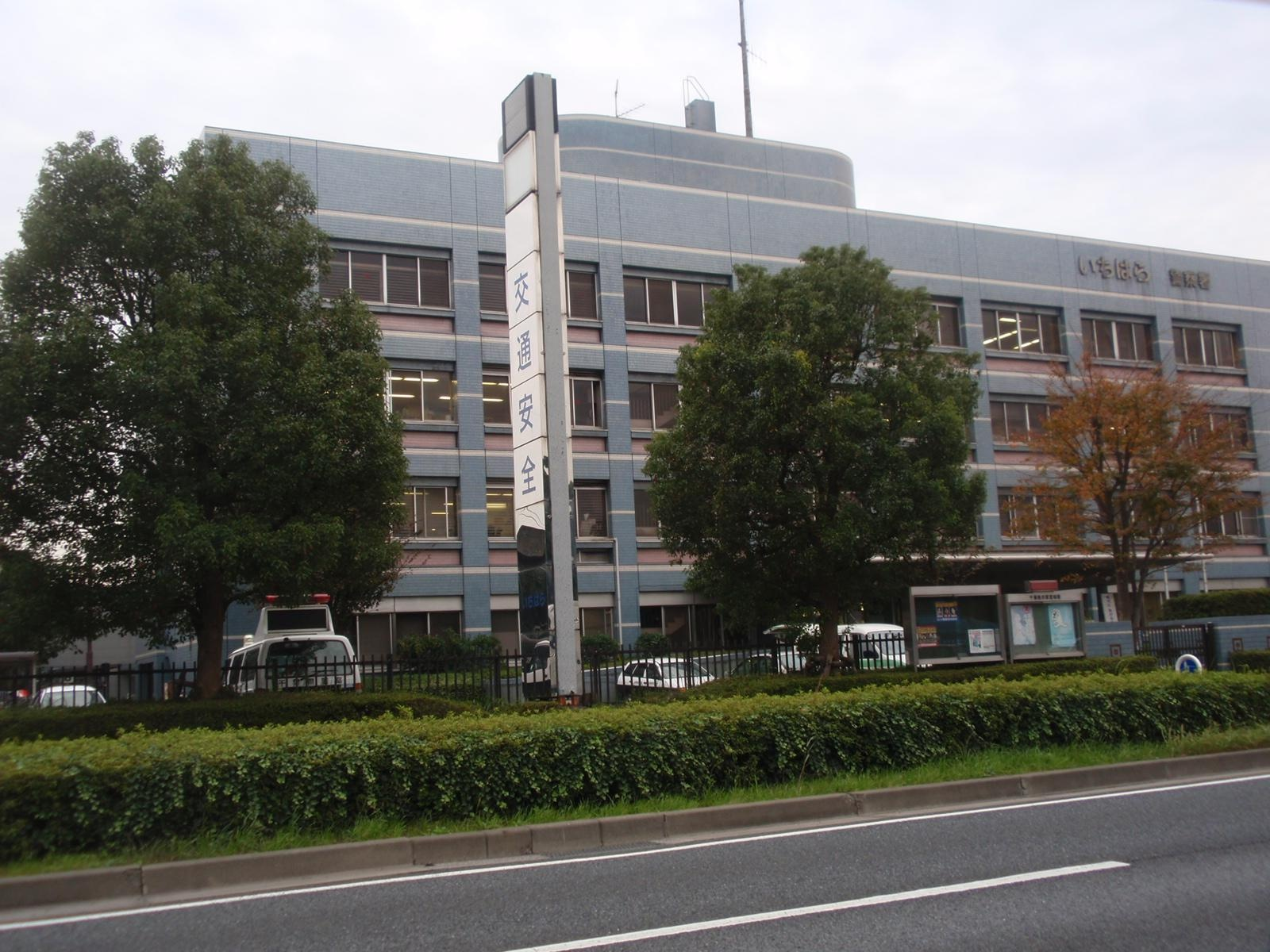
市原警察署

駅周辺にはマンションが点在する。近隣には館山自動車道が通るが最寄りとなる市原インターチェンジは上総村上駅付近に位置する。
主要道路
- 館山自動車道
- 国道16号
- 国道297号
- 千葉県道24号千葉鴨川線
- 千葉県道126号八幡菊間線
- 千葉県道220号八幡宿停車場線
- 千葉県道243号市原埠頭線

行政等
- 市原市役所市原支所
- 市原市立八幡公民館
- 市原八幡郵便局
- 市原警察署

学校
- 帝京平成大学（小湊バス利用）
- 市原中央高等学校（スクールバス利用）
- 市原市立八幡中学校
- 市原市立八幡東中学校
- 市原市立八幡小学校

商業施設等
- ベイシアスーパーセンター市原八幡店
- せんどう（スーパーマーケット）

その他
- 飯香岡八幡宮（駅名の由来となった神社）
- 古河電気工業千葉事業所
- 市原スポレクパーク
- 八幡公園
- ボートピア市原・サテライト市原
- 八幡宿第一ホテル
- 薬湯 市原店

## バス路線
全ての路線が小湊鉄道によって運行されている。
東口
- 1番のりば
  - 千葉労災病院行
- 2番のりば
  - 市原埠頭（三井造船前）行
- 3番のりば
  - 菊間団地行
- 4番のりば
  - 帝京平成大学行

西口
- 1番のりば
  - 山倉こどもの国行
  - 国分寺台行
  - 海士有木行
  - 辰巳団地行
  - 古河電工行（急行）
- 2番のりば
  - 姉ケ崎駅東口行
  - 別荘下行
- 3番のりば
  - 京成千葉中央駅行
  - 浜野行

## 駅名変更運動

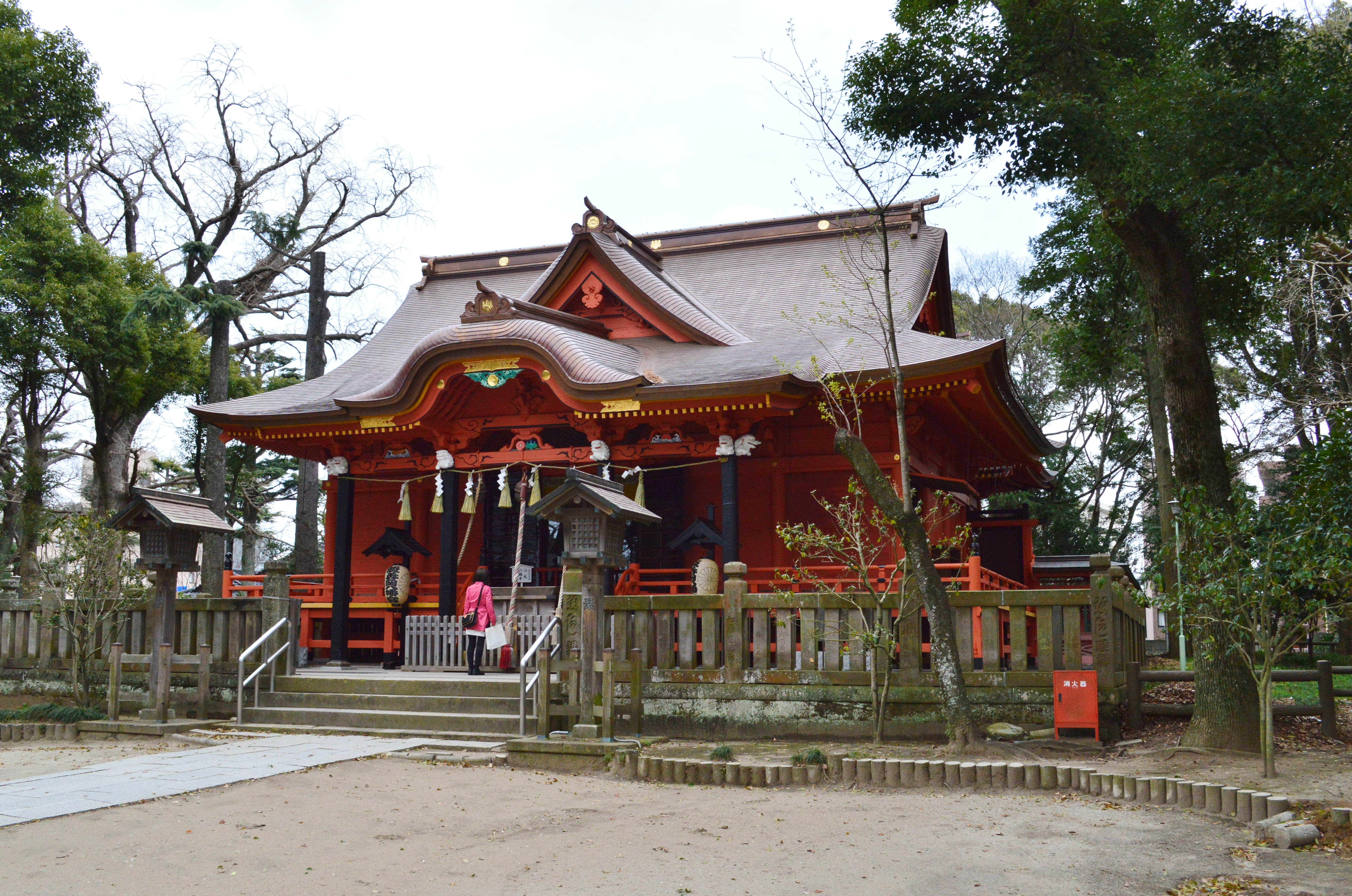
飯香岡八幡宮

駅名は、所在地の地名「八幡」の起こりとなった古社である飯香岡八幡宮が付近にあることと、房総往還の宿場町であった歴史に由来する。
当駅の所在地である市原市には、市の名前そのものを冠した駅がないことから、「市原駅」に改称しようという運動がある。また、五井駅でも「市原駅」に改称しようという運動が何度も起こっている。
市原市は1963年（昭和38年）5月1日、市原町、五井町、姉崎町、三和町、市津町の5町が合併して成立し、市名はこれらの町が属していた市原郡から命名された。八幡宿駅は八幡町を合併した旧市原町の中心地であり、五井駅は旧五井町の中心地である。またかつては兵庫県に国鉄市原駅があったため（JR西日本へ移行後1990年に廃止）、合併後も駅名が変更されなかった。なお京都市の叡山電鉄にも市原駅が現存する。

## 隣の駅
東日本旅客鉄道（JR東日本）
■内房線
■快速（京葉線経由）・■快速（総武線経由）・■普通（各駅停車）
浜野駅 - 八幡宿駅 - 五井駅

### 記事本文

#### 広報資料・プレスリリースなど一次資料
1. ↑  “Suicaご利用可能エリアマップ（2001年11月18日当初）” (PDF).   東日本旅客鉄道. 2019年7月27日時点のオリジナルよりアーカイブ。2020年4月30日閲覧。

### 利用状況
1. ↑  千葉県統計年鑑 - 千葉県
2. ↑  市原市統計書 - 市原市

JR東日本の2000年度以降の乗車人員
1. 1 2  各駅の乗車人員（2023年度） - JR東日本
2. ↑  各駅の乗車人員（2000年度） - JR東日本
3. ↑  各駅の乗車人員（2001年度） - JR東日本
4. ↑  各駅の乗車人員（2002年度） - JR東日本
5. ↑  各駅の乗車人員（2003年度） - JR東日本
6. ↑  各駅の乗車人員（2004年度） - JR東日本
7. ↑  各駅の乗車人員（2005年度） - JR東日本
8. ↑  各駅の乗車人員（2006年度） - JR東日本
9. ↑  各駅の乗車人員（2007年度） - JR東日本
10. ↑  各駅の乗車人員（2008年度） - JR東日本
11. ↑  各駅の乗車人員（2009年度） - JR東日本
12. ↑  各駅の乗車人員（2010年度） - JR東日本
13. ↑  各駅の乗車人員（2011年度） - JR東日本
14. ↑  各駅の乗車人員（2012年度） - JR東日本
15. ↑  各駅の乗車人員（2013年度） - JR東日本
16. ↑  各駅の乗車人員（2014年度） - JR東日本
17. ↑  各駅の乗車人員（2015年度） - JR東日本
18. ↑  各駅の乗車人員（2016年度） - JR東日本
19. ↑  各駅の乗車人員（2017年度） - JR東日本
20. ↑  各駅の乗車人員（2018年度） - JR東日本
21. ↑  各駅の乗車人員（2019年度） - JR東日本
22. ↑  各駅の乗車人員（2020年度） - JR東日本
23. ↑  各駅の乗車人員（2021年度） - JR東日本
24. ↑  各駅の乗車人員（2022年度） - JR東日本

千葉県統計年鑑
1. ↑  千葉県統計年鑑（平成3年）
2. ↑  千葉県統計年鑑（平成4年）
3. ↑  千葉県統計年鑑（平成5年）
4. ↑  千葉県統計年鑑（平成6年）
5. ↑  千葉県統計年鑑（平成7年）
6. ↑  千葉県統計年鑑（平成8年）
7. ↑  千葉県統計年鑑（平成9年）
8. ↑  千葉県統計年鑑（平成10年）
9. ↑  千葉県統計年鑑（平成11年）
10. ↑  千葉県統計年鑑（平成12年）
11. ↑  千葉県統計年鑑（平成13年）
12. ↑  千葉県統計年鑑（平成14年）
13. ↑  千葉県統計年鑑（平成15年）
14. ↑  千葉県統計年鑑（平成16年）
15. ↑  千葉県統計年鑑（平成17年）
16. ↑  千葉県統計年鑑（平成18年）
17. ↑  千葉県統計年鑑（平成19年）
18. ↑  千葉県統計年鑑（平成20年）
19. ↑  千葉県統計年鑑（平成21年）
20. ↑  千葉県統計年鑑（平成22年）
21. ↑  千葉県統計年鑑（平成23年）
22. ↑  千葉県統計年鑑（平成24年）
23. ↑  千葉県統計年鑑（平成25年）
24. ↑  千葉県統計年鑑（平成26年）
25. ↑  千葉県統計年鑑（平成27年）
26. ↑  千葉県統計年鑑（平成28年）
27. ↑  千葉県統計年鑑（平成29年）
28. ↑  千葉県統計年鑑（平成30年）
29. ↑  千葉県統計年鑑（令和元年）
30. ↑  千葉県統計年鑑（令和2年）